# Sandor Salzer
Sandor Salzer, född 1945 i Budapest, är en ungersk-svensk, målare, skulptör och grafiker
Salzer studerade måleri och grafik i Rom 1970–1974. Han flyttade till Sverige 1975. Hans konst bestod till en början av abstrakta figurkompositioner men han övergick senare till ett mer neorealistiskt figurmåleri med inslag av starka färger och etsningar med en stor detaljrikedom.   